# ディング

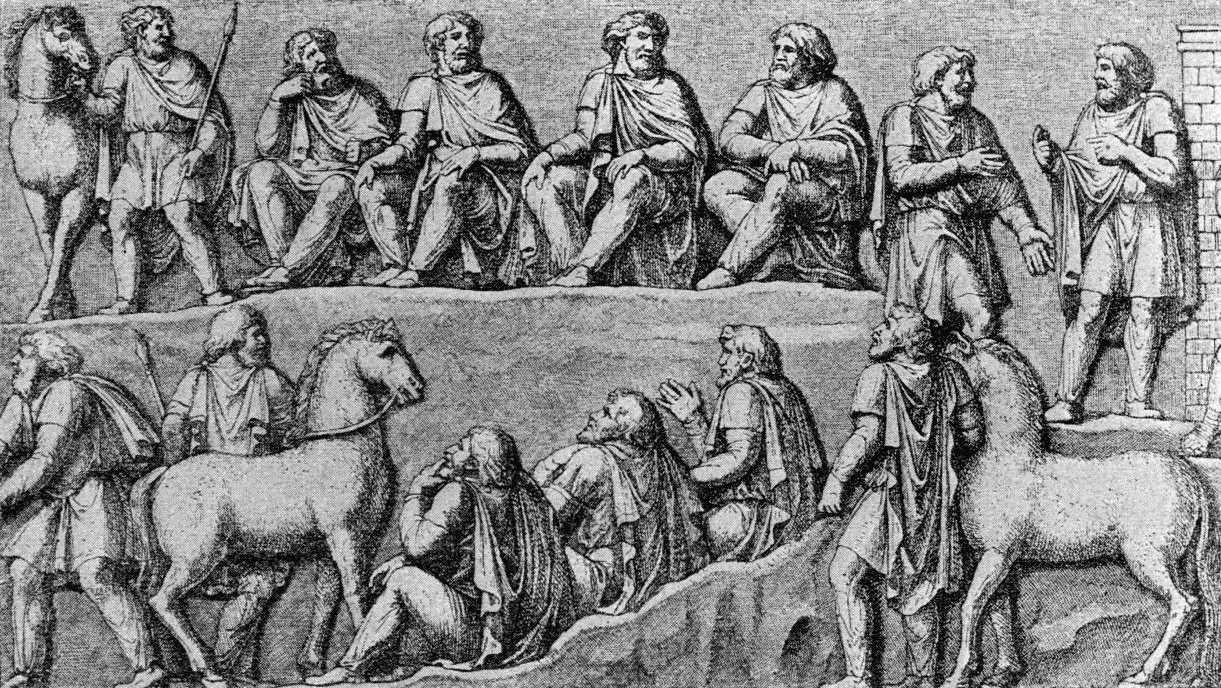
ゲルマンのディング、マルクス・アウレリウスの記念柱のレリーフ中の描写にならって描かれたもの (AD 193)

ディングとは、古代ゲルマン社会において政策決定を行った会議体である。それは古いロシアのヴェーチェに類似している。 Lawspeakerと呼ばれる機関により主催され、コミュニティーの自由人で構成された。会議の場所はthingstead（ディングの場所）と呼ばれた。
アングロ・サクソン・イングランドの「フォルクムート」はこれに類似しており、それは、賢人会議の先駆けであり、またいくつかの点に関しては現代のイギリスの議会の前身である。
この言葉は、今日、英語ではhustingという語として残っており、また北欧の国々の立法府および政治・司法機関の正式名称として、マン島語のtynに マン島の三つの立法機関の用語として残っている。